# سكواميش (كولومبيا البريطانية)
سكواميش (بالإنجليزية: Squamish)‏ هي مدينة كندية تقع في مقاطعة كولومبيا البريطانية. تبلغ مساحة هذه المدينة 106.1123 (كم²)، ويبلغ عدد سكانها 14949 نسمة حسب إحصاء سنة 2006 م، بينما كان يسكنها 14247 نسمة في سنة 2001 م. تحتل هذه المدينة المرتبة رقم 255 بين مدن كندا حسب عدد السكان والمرتبة رقم 41 في المقاطعة. نما عدد السكان في هذه المدينة بنسبة (4.9) بين العامين المذكورين.

## أعلام
- ميراندا ميلر
- دانيال سيدموري

## وصلات خارجية
- الأطلس الحكومي لكندا
- إحصاءات كندا مع ساعة تعداد السكان